# Per Jacobsson
Por Jacobsson (Tanum, 5 de febrero de 1894 – Londres, 5 de mayo de 1963) fue un economista sueco, director gerente del Fondo Monetario Internacional desde el 21 de noviembre de 1956 hasta su muerte en 1963. Nacido en Tanum, Bohuslän, Jacobsson recibió títulos en leyes y economía de la Universidad de Upsala. Trabajó en la Liga de Naciones de 1920 a 1928, luego en el Banco de Pagos Internacionales de 1931. En diciembre de 1956,  se convirtió en director gerente del FMI, cargo que mantuvo hasta su muerte, el 5 de mayo de 1963.

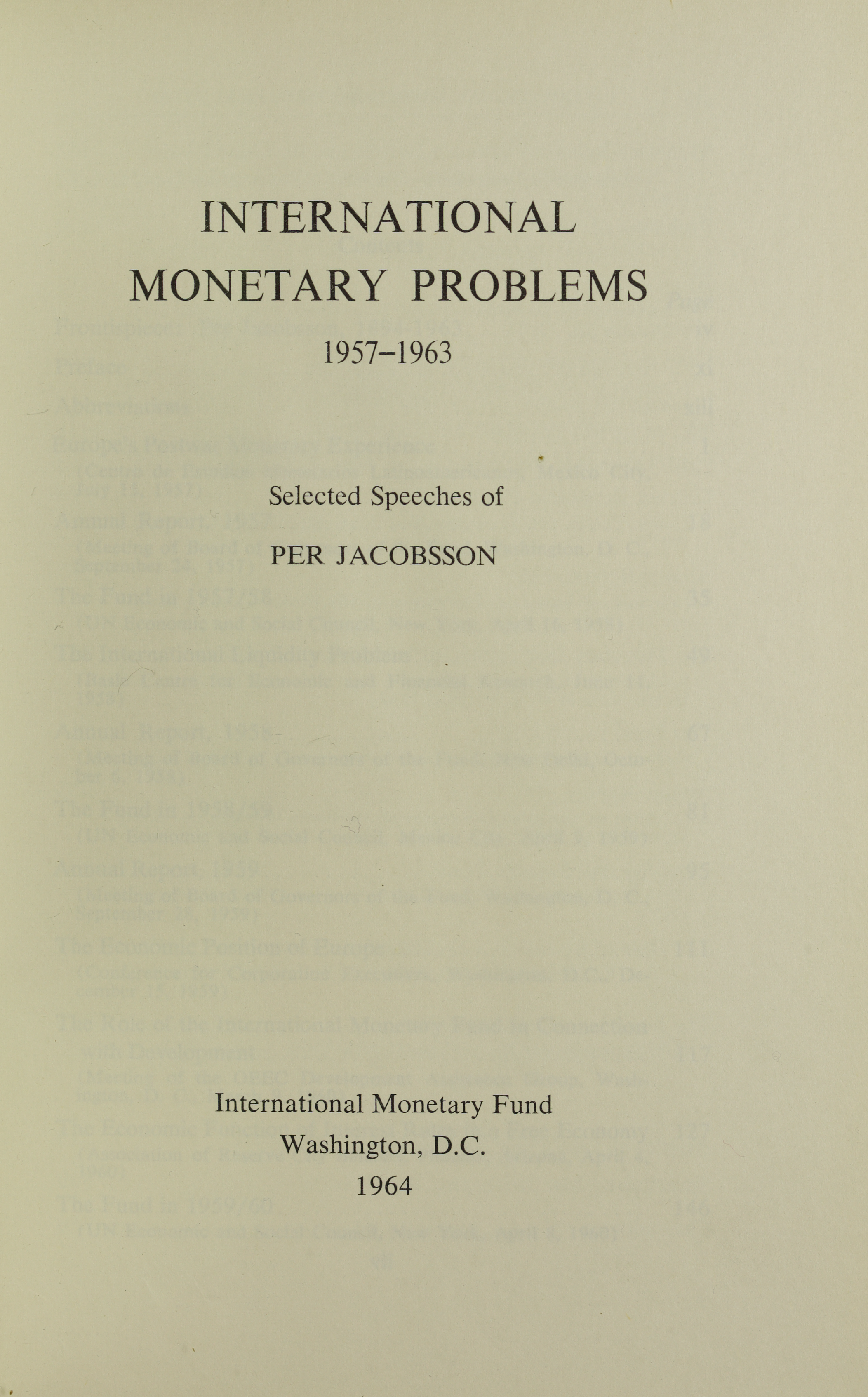
International monetary problems, 1964

Su hija Moyra, una artista, está casada con Roger Bannister, atleta olímpico británico y doctor médico quién fue la primera persona el correr la milla en cuatro minutos.